# 福原爱
福原爱（日语：／ Fukuhara Ai，1988年11月1日—），生于日本宫城县仙台市，是前日本女子乒乓球運動員，国际乒联單打最高排名為第4位（2015年10月）。
福原爱是家中長女，有两個哥哥。她在日本青森山田高校毕业后曾入读早稻田大学体育科，但未完成学业。由于福原爱的名是「爱」，故在日本常被人昵称作「爱酱」(愛ちゃん）。由于她长相可爱，在不高兴的时候容易哭，在中国有“瓷娃娃”的昵称。福原爱因其活泼的形象及成熟的球技而广为人知，在日本乒乓球影片游戏中曾两次被采用为角色原型。
她从小便受到乒乓球運動員母親的影响，并且由于仰慕打乒乓球的兄長，自3岁9個月起，便同兄长一起接受原中国运动员刘扬的指导，開始參加乒乓球運動。福原爱在5歲时赢得日本全國大賽兒童組冠軍，成为历史上最年輕的冠军，此后便廣受日本媒体關注。10岁成为职业选手后，每年都会在辽宁进行一个月以上的训练。11歲時成为日本历史上最年轻的国家队成员。福原愛的打法以右手横板快攻结合弧圈球著称。她的正手的半高抛发球落点变化多，善于制造突然的直线攻球。
福原爱曾于2001年12歲時以特邀選手身份参加日本《JAPAN TOP 12》比賽，并对战前中國乒乓球運動員小山智麗。在2004年至2016年间，福原爱多次代表日本参加奥运会，并在2012年伦敦奥运会上获得女团银牌，2016年奥运会上获得女单第四名。
福原爱的中文能力出色，她曾在中国大陆长期训练，能流利地使用东北话和台湾腔，并掌握了一些廣東話和閩南語。
2005年4月，福原爱签约中国乒乓球超级联赛辽宁本钢俱乐部，并曾于2008年担任日本队的北京奥运会开幕式旗手。
福原爱的首位长期教练是前天津队的劉楊，之后由前辽宁队的湯媛媛和前北京队的魏京生等多位教练指导过她。
福原爱曾与台湾乒乓球运动员江宏杰结婚，后因生活理念不同而离婚。她在公共场合逐渐恢复使用东北话，并开玩笑称“东北话就是普通话”。
福原爱在2018年10月通过社交媒体宣布退役。退役后，她偶尔参与电视节目和乒乓球推广活动。

## 乒乓球生涯

### 職業
2004年8月代表中国大陸参赛中国国际乒乓赛事打败日本和泰国获得金牌。
2005年4月，签约中国乒乓球超级联赛辽宁本钢俱乐部。23日，拜会中国驻日大使王毅，写下漢字“中日友好”留念。
長年在中國大陸遼寧集訓，與遼寧出身的同期女國手王楠、郭躍乃至中國大陸隊教練孔令輝等關係良好，是游走中日乒乓球界的成功標誌。女單最佳成績為2016奧運第四名，女團最佳為2012奧運銀牌、2016世錦賽亞軍。
2002年，於日本乒乓球锦标赛进入8强。後於巴黎获得2003年世界乒乓球錦標賽第5名，并且在团体赛中以日本队隊員身份夺得第三。
她于2004年在日本传递了奥林匹克圣火。
2008年5月8日，中國國家主席胡錦濤訪日期間，福原愛與胡進行乒乓球友誼賽切磋球技。2008年北京奧運会她更是成为了日本隊開幕的持旗手。同年9月，受邀成为中国大陸著名乒乓球运动员王楠结婚时的伴娘。

## 公开赛奖项
- 2001年4月，東亞運動會女單季軍。
- 2003年2月，亞洲乒乓球錦標賽女雙亞軍。
- 2003年11月，德国公开赛21岁以下女单冠军。
- 2003年11月，瑞典公开赛21岁以下女单冠军。
- 2003年12月，世界少年锦标赛女双铜牌（与平野早矢香）。
- 2004年12月，世界少年錦標賽女單、混雙季軍。
- 2005年3月，第十七屆女子亚洲杯 单打亞軍。
- 2005年9月，亞洲桌球錦標賽女雙銅牌（与藤沼亞衣）。
- 2005年12月，女子世界杯單打季軍（銅牌）。
- 2006年6月，ITTF職業巡迴賽中華台北（臺灣）公開賽女雙冠軍（与藤沼亚衣）。
- 2006年9月，ITTF職業巡迴賽日本公開賽荻村杯女雙季軍。
- 2006年11月，ITTF職業巡迴賽德國公開賽女單季軍、女雙亞軍（与藤沼亚衣）。
- 2007年4月，ITTF職業巡迴賽巴西公開賽女單亞軍。
- 2007年6月，ITTF職業巡迴賽韓國公開賽女雙亞軍（与藤沼亚衣）。
- 2007年8月，ITTF職業巡迴賽中華台北（臺灣）公開賽 女雙季軍（与藤沼亚衣）。
- 2007年10月，ITTF職業巡迴賽俄羅斯公開賽女雙季軍（与平野早矢香）。
- 2007年10月，ITTF職業巡迴賽澳大利亞公開賽 女雙冠軍（与平野早矢香）。
- 2009年7月，ITTF職業巡迴賽摩洛哥公开赛女单、女双冠军（与石川佳纯）。
- 2009年8月，ITTF職業巡迴賽韓國公開賽女雙季軍（与若宮三紗子）。
- 2009年11月，第19屆亞洲桌球錦標賽 混雙季軍（與岸川聖也）。
- 2009年12月，東亞運動會女双冠軍（与石川佳纯）。
- 2010年11月，亞洲運動會女單、女雙（与石川佳纯）、混雙（与岸川聖也）銅牌。
- 2012年1月，全日本桌球選手權大會女單冠軍。
- 2013年6月，ITTF職業巡迴賽日本公開賽女單冠軍。
- 2015年3月，ITTF職業巡迴賽西班牙公開賽女雙冠軍（与若宮三紗子）。
- 2015年6月，ITTF職業巡迴賽澳洲公開賽女單冠軍。
- 2015年7月，ITTF職業巡迴賽韓國公開賽女單冠軍。
- 2015年8月，ITTF職業巡迴賽捷克公開賽女單冠軍。

## 奥林匹克运动会

### 2004年
2004年，福原爱15岁时在雅典举行的2004年夏季奥林匹克运动会乒乓球比赛中，获得16强的成绩。
| 轮次   | 战绩 | 对手国籍 | 对手                  | 比分 | 小分 | 小分 | 小分 | 小分  | 小分 | 小分 | 小分 |
| ------ | ---- | -------- | --------------------- | ---- | ---- | ---- | ---- | ----- | ---- | ---- | ---- |
| 第一轮 | 轮空 | 轮空     | 轮空                  | 轮空 | 轮空 | 轮空 | 轮空 | 轮空  | 轮空 | 轮空 | 轮空 |
| 第二轮 | 胜   | 澳大利亚 | 苗苗 (Miao Miao)      | 4-3  | 5-11 | 7-11 | 11-9 | 11-6  | 11-6 | 9-11 | 11-9 |
| 第三轮 | 胜   | 美国     | 高军 (Jun Gao)        | 4-0  | 11-3 | 11-6 | 11-8 | 11-9  |      |      |      |
| 第四轮 | 负   | 韩国     | 金景娥 (Kyung Ah Kim) | 1-4  | 8-11 | 5-11 | 11-7 | 13-15 | 6-11 |      |      |

### 2008年
福原爱在北京举行的2008年夏季奥林匹克运动会乒乓球比赛败给了后来的冠军张怡宁，再次止步16强。
| 轮次   | 战绩 | 对手国籍 | 对手                  | 比分 | 小分 | 小分 | 小分 | 小分 | 小分 |
| ------ | ---- | -------- | --------------------- | ---- | ---- | ---- | ---- | ---- | ---- |
| 第一轮 | 轮空 | 轮空     | 轮空                  | 轮空 | 轮空 | 轮空 | 轮空 | 轮空 | 轮空 |
| 第二轮 | 轮空 | 轮空     | 轮空                  | 轮空 | 轮空 | 轮空 | 轮空 | 轮空 | 轮空 |
| 第三轮 | 勝   | 土耳其   | 侯美玲 (Hu Melek)     | 4-1  | 11-6 | 11-8 | 11-7 | 9-11 | 11-5 |
| 第四轮 | 負   | 中國     | 張怡寧 (Zhang Yining) | 1-4  | 5-11 | 2-11 | 5-11 | 11-9 | 8-11 |

### 2012年
福原爱在伦敦举行的2012年夏季奧林匹克運動會乒乓球比賽上败给了中国选手丁宁，止步8强。女子團體比賽（與石川佳純、平野早矢香）獲得銀牌。
| 轮次   | 战绩 | 对手国籍 | 对手                          | 比分 | 小分  | 小分 | 小分 | 小分 | 小分 | 小分 | 小分 |
| ------ | ---- | -------- | ----------------------------- | ---- | ----- | ---- | ---- | ---- | ---- | ---- | ---- |
| 第一轮 | 轮空 | 轮空     | 轮空                          | 轮空 | 轮空  | 轮空 | 轮空 | 轮空 | 轮空 | 轮空 | 轮空 |
| 第二轮 | 轮空 | 轮空     | 轮空                          | 轮空 | 轮空  | 轮空 | 轮空 | 轮空 | 轮空 | 轮空 | 轮空 |
| 第三轮 | 勝   | 俄罗斯   | 蒂克米洛娃 (Anna Tikhomirova) | 4-0  | 11-7  | 11-8 | 11-9 | 11-3 |      |      |      |
| 第四轮 | 勝   | 荷兰     | 李洁 (Li Jie)                 | 4-3  | 11-4  | 8-11 | 8-11 | 6-11 | 11-5 | 11-8 | 11-8 |
| 第五轮 | 負   | 中国     | 丁宁 (Ding Ning)              | 0-4  | 13-15 | 6-11 | 6-11 | 4-11 |      |      |      |

### 2016年
福原爱在里約举行的2016年夏季奧林匹克運動會桌球比賽上败给了北朝鮮選手金松怡，獲得第四名。女子團體比賽（與石川佳純、伊藤美誠）獲得銅牌。
| 轮次    | 战绩 | 对手国籍 | 对手                    | 比分 | 小分  | 小分 | 小分 | 小分  | 小分 | 小分 | 小分 |
| ------- | ---- | -------- | ----------------------- | ---- | ----- | ---- | ---- | ----- | ---- | ---- | ---- |
| 第一轮  | 轮空 | 轮空     | 轮空                    | 轮空 | 轮空  | 轮空 | 轮空 | 轮空  | 轮空 | 轮空 | 轮空 |
| 第二轮  | 轮空 | 轮空     | 轮空                    | 轮空 | 轮空  | 轮空 | 轮空 | 轮空  | 轮空 | 轮空 | 轮空 |
| 第三轮  | 勝   | 罗马尼亚 | 杜迪安 (Daniela Dodean) | 4-0  | 11-5  | 11-6 | 11-4 | 11-1  |      |      |      |
| 1/8决赛 | 勝   | 朝鲜     | 李明顺 (Ri Myong-sun)   | 4-0  | 11-5  | 11-5 | 11-1 | 11-7  |      |      |      |
| 1/4决赛 | 勝   | 新加坡   | 冯天薇 (Feng Tianwei)   | 4-0  | 14-12 | 11-8 | 11-4 | 11-5  |      |      |      |
| 半决赛  | 負   | 中国     | 李晓霞 (Li Xiaoxia)     | 0-4  | 4-11  | 3-11 | 1-11 | 1-11  |      |      |      |
| 铜牌赛  | 負   | 朝鲜     | 金松怡 (Kim Song-i)     | 1-4  | 7-11  | 7-11 | 5-11 | 14-12 | 5-11 |      |      |

## 演出作品

### 綜藝節目
| 年份   | 播出頻道/網路平台 | 節目名稱         | 備註                                                                               |
| 2018年 | 腾讯视频          | 幸福三重奏第一季 | 與（當時的）丈夫江宏傑一同參加                                                     |
| 2020年 | ETtoday新聞雲     | 料理之王         | 擔任首席導師；主持黄路梓茵；首席導師：廚佛佛瑞德Fred、「亞洲廚神」Jason Wang王凱傑 |

## 出版品

### 著作
| 出版時間     | 書名                                                             | 作者               | 出版商/出版社 | 頁數  | ISBN               |
| ------------ | ---------------------------------------------------------------- | ------------------ | ------------- | ----- | ------------------ |
| 2020年2月7日 | 《不管怎樣的哭法，我都準備好了：從女孩到女人，福原愛的眼淚哲學》 | 福原愛、彭薇霓／著 | 三采文化      | 196頁 | ISBN 9789576582912 |

## 个人生活
2009年時，日本週刊《Friday》報導，福原爱与年收入1,950萬美元的日本網球選手錦織圭來往親密。兩人最早是在2008年北京奧運之後被该週刊拍到在地鐵站內接吻的照片，但兩人否認戀情。
2016年8月上旬，福原爱與台灣男子乒乓球選手江宏傑即將於東京登記結婚。日本雜誌《女性自身》撰文稱，日本桌球協會幹部認為江宏傑配不起福原愛，倆人結婚會被說成是「格差婚」（門不當，戶不對）；隨後日本桌協否認干涉
2016年9月1日，福原爱與江宏傑在日本秘密登記結婚。同月21日，二人在東京正式公開承認結婚。2017年1月1日，二人在台北市举办了结婚典礼；同年2月5日，在東京迪士尼度假區再度举办日本婚宴。婚后福原爱一家人先與江宏傑移居台南，后移居高雄左營。
2017年6月29日，福原爱、江宏傑宣布怀孕喜讯，并于2017年10月，福原爱在高雄市產下一名女嬰。
2018年，福原爱与江宏傑參演騰訊視頻真人秀《幸福三重奏》。2019年4月，福原爱再生下一子。
2021年1月19日，福原爱创建omusubi公司。
2021年2月至3月，一些日本媒体报道称福原爱與江宏傑发生婚变，两人已经或正在協議離婚，亦有报道称两人迈向分居。《週刊文春網路版》引述福原愛朋友的话称婚变源自江宏傑在福原愛懷第一胎害喜嚴重時多次存在言語霸凌，江母甚至对其言语暴力为“下金蛋母鸡”，日本杂志《女性seven》还在3月3日附照片报道称福原爱在2月下旬与另一男子在橫濱約會過夜。兩人的經紀公司華研國際对离婚传闻予以否認、小杰不认识与小爱出游的男子，江宏杰否认发生婚变并表示福原爱三月初就会返台，福原爱对《週刊文春》的采访回应称「我希望夫妻兩人能好好商量再做決定。」
2021年3月4日，福原爱在其官网两度以晒亲笔信形式对轻率行为造成公众困扰道歉，并解释道因工作原因心情不佳，故与友人外出散心，未同住房间。日本媒体批评其疑似出轨行为，并有律师强调，在日本法律上不论如何解释，已婚者与他人外出过夜将被认定有出轨行为，并在离婚时承担更多责任。日本网友分为两派，有人指责在婚变传闻之际如此举动过于轻率、疑似婚外情，也有人同情福原爱认为其长期遭遇言语霸凌，因日本社会对名人道德的容忍度较低，两派以前者居多，而中国大陆网友多发声支持福原爱。3月4日出版的《週刊文春》以长文报道两人婚变的“幕后故事”，称福原爱自婚宴起一直受到丈夫及他的家人的精神虐待，此时（1月）终于下定决心离婚，并在3月10日的付费报道中刊载更多二人矛盾的细节。
日本周刊《Friday》3月8日的撰文中评论称，虽然福原爱声明称出游时与另一男子住在不同房间，但这或是顾及巨额代言费损失及赔偿金、对丈夫的精神抚慰金以及大概率丢失孩子抚养权而作出的虚假陈述，且此陈述如果被跟拍的《女性seven》周刊以两人进入同一房间的照片乃至视频否认，可能导致福原爱在公众眼中的人设无法逆转地崩塌。报道还分析认为，两人可能正在讨论离婚事宜，江宏杰对台湾媒体所称的“对老婆的爱不会改变”也可能只是为挽回形象所做的对策。《女性seven》在3月10日刊登福原爱专访，福原爱在文中进一步回应与男子横滨出游一事并否认出轨。两人的经纪公司華研國際也于10日回应否认部分报道。
2021年3月31日，《文春周刊》报道称与福原爱在横滨共同出游的男性系已婚。
2021年7月8日晚間，福原爱、江宏杰两人发布聯合聲明，宣布“已经结束彼此的婚姻关系”、“会共同监护二位孩子”。
2021年7月26日，福原爱复出，担任东京奥运会的乒乓球男女单打、乒乓球混双决赛的比赛解说员。福原爱此次復出之舉引起中日网友的讨论，不少日本 和台湾網友对她进行辱骂，而大陆网友多继续声援福原爱、怒斥江宏杰的“吃软饭”行为 ；福原爱在個人微博也对中国大陆网友的支持表达了感激。 
2021年12月，日本媒體報導福原愛新戀情，新男友就是早前與之傳出緋聞導致婚變的日本男子，該男子在接受媒體採訪時也承認與福原愛正在交往，但強調是11月初與前妻離婚後，並非出軌。但該男子前妻接受採訪時在面對「離婚是否與福原愛有關？」這一問題時回答為：「倒是那樣」。
2023年7月27日，福原爱前夫江宏傑與台灣、日本律師在日本召開國際記者會，江宏杰表示與福原愛在2021年訴請離婚後，兩人共同持有兒女扶養權益，但在去年7月23日，福原愛未履行相關約定，自去年7月24日後失聯一年，所以江宏傑選擇在去年8月23日向日本法院提出訴訟，而在今年7月20日，他也收到日本法院的判決結果，江宏傑獲得勝訴，且其內容為法院要求福原愛必須履行相關命令，然福原愛拒絕履行判決，並進而帶兒子神隱日本。
2024年3月15日，福原愛透過官方聲明已與江宏傑達成和解共識，跨國離婚官司正式落幕。

## 争议事件
2009年8月14日，正值中國乒乓球公開賽期间，福原爱在天津人民体育馆运动员看台观看队友比赛，有球迷突破保安封锁、进入看台向福原爱索要签名，福原爱拒绝了他的要求、并喊来保安将其驱走，引发争议。
2010年11月14日，廣州亞運女團賽，福原愛代表日本对阵台灣選手黃怡樺。福原愛在第二局以10比0大幅領先時，發球失誤出界，讓黃怡樺拿下該局唯一一分，免受被「完封」的「吞蛋」尷尬；最终福原愛以3比1為日本奪取首點。賽後受訪時，福原愛坦言，那次失誤是依球壇不成文規定而故意讓分的。11分制賽事，領先對手9至10分時應讓1分的不成文規定源於常年壟斷球壇第一的中国国乒隊，免對手吞蛋尷尬。此前，2008奧運乒乓女單16強，張怡寧以9-0領先福原愛，就讓了一分，廣為球迷樂道。黃怡樺得分之後，廣州现场觀眾為福原愛的風度予熱烈掌聲。然而台灣媒體不清楚此一慣例，亦有部份台灣球迷不認同，認為這是對落敗方的羞辱，引起爭議。
2016年俄羅斯駭客組織魔幻熊披露世界反運動禁藥機構（WADA）的第六批資料中顯示，福原愛等3名日本運動員豁免使用禁藥。2016年10月，日本桌球協會專務理事透過電子郵件回覆中央通訊社的採訪，「此事是WADA的問題，日本桌球協會沒立場回答」。

## 轶事
2008年4月26日，五名男子欲抢夺福原爱在日本长野县长野市传递的北京奧運会火炬，被护卫队阻止，也被長野縣警察逮捕。
福原爱是被富士電視台採訪有超過25年紀錄的人。